# Леопард андський
Леопард андський, або андська кішка (Leopardus jacobitus) — хижий невеликий рідкісний ссавець із роду леопард (Leopardus) родини котових (Felidae). Вид характеризується м'яким щільним волосяним покривом з попелястим тлом і рудими плямами, що переходять на боках і ногах у смуги; хвіст довгий товстий і смугастий; ніс чорний. Мешкає цей леопард у Південній Америці. Через проживання у важкодоступних регіонах Анд наукові відомості про нього досить нечисленні. Так, наприклад, перші відеокадри цього виду з'явилися лише після 2000 року.
Вид проходить по статусу під загрозою вимирання у Червоному списку Міжнародного союзу охорони природи, оскільки у дикій природі лишилося менше 2500 дорослих особин.

## Історія відкриття, етимологія
Професор Паоло Мантегацца, повернувшись з Аргентинської Республіки передав Еміліо Корналії тіло кота з роду леопард (Leopardus), яке він привіз з того далекого району. Карналія виміряв розміри типового зразка, описав забарвлення волосяного покриву, виміряв довжину шерсті. Ретельне обстеження змусило зрозуміти, що це зразок досі невідомо виду. Колір, характер волосся, пропорції частин тіла — все вказувало на те. І більш докладне дослідження це підтвердило. Вид був описаний під назвою Felis jacobita, потім був відомий під назвами Oreailurus jacobitus й Oreailurus jacobita, нині — Leopardus jacobitus і Leopardus jacobita.
Науковий епітет вшановує Джакобіту Техеди-де-Монтемайор (ісп. Jacobita Tejeda de Montemajor, р.н. 1841), аргентинку, чий батько був сенатором провінції Сальта. Їй було 15, коли вона вийшла заміж за Паоло Мантегаццу (італ. Paolo Mantegazza, 1831–1910), легендарного італійського невропатолога, фізіолога, антрополога і піонера сексології. Він практикував як лікар в Аргентині, коли вони одружилися в 1856 році.

## Еволюція
Проведені генетичні дослідження показали, що філогенетична лінія роду Leopardus відділилася від лінії спільного предка 8–9 млн років тому. Походить рід з Північної й Центральної Америки. 3–2.9 млн років тому рівень Світового океану опустився, Південна й Північна Америки поєдналися панамським перешийком і Leopardus емігрував у Південну Америку, де в той час не було представників ряду хижих. Хижі виграли конкурентну боротьбу в місцевих сумчастих хижаків, рід Leopardus зайняв найрізноманітніші середовища проживання Південної Америки породивши всі сучасні види, зокрема види L. jacobita і найближчий родич L. colocolo розділилися приблизно 1.8 млн років тому.
|  | Leopardus pardalis — оцелот     |
|  |                                 |
|  | Leopardus wiedii — леопард Віда |
|  |                                 |

|  | Leopardus colocolo — колоколо         |
|  |                                       |
|  | Leopardus jacobita — леопард андський |
|  |                                       |

|  | Leopardus tigrinus — онцила                                                                        |
|  | |
|  | \| \| Leopardus guigna — кодкод \| \| \| \| \| \| Leopardus geoffroyi — леопард Жофруа \| \| \| \| |
|  | |
|  | Leopardus guigna — кодкод                                                                          |
|  | |
|  | Leopardus geoffroyi — леопард Жофруа                                                               |
|  | |

|  | Leopardus guigna — кодкод            |
|  |                                      |
|  | Leopardus geoffroyi — леопард Жофруа |
|  |                                      |

|  | Leopardus colocolo — колоколо         |
|  |                                       |
|  | Leopardus jacobita — леопард андський |
|  |                                       |

|  | Leopardus tigrinus — онцила                                                                        |
|  | |
|  | \| \| Leopardus guigna — кодкод \| \| \| \| \| \| Leopardus geoffroyi — леопард Жофруа \| \| \| \| |
|  | |
|  | Leopardus guigna — кодкод                                                                          |
|  | |
|  | Leopardus geoffroyi — леопард Жофруа                                                               |
|  | |

|  | Leopardus guigna — кодкод            |
|  |                                      |
|  | Leopardus geoffroyi — леопард Жофруа |
|  |                                      |

|  | Leopardus pardalis — оцелот     |
|  |                                 |
|  | Leopardus wiedii — леопард Віда |
|  |                                 |

|  | Leopardus colocolo — колоколо         |
|  |                                       |
|  | Leopardus jacobita — леопард андський |
|  |                                       |

|  | Leopardus tigrinus — онцила                                                                        |
|  | |
|  | \| \| Leopardus guigna — кодкод \| \| \| \| \| \| Leopardus geoffroyi — леопард Жофруа \| \| \| \| |
|  | |
|  | Leopardus guigna — кодкод                                                                          |
|  | |
|  | Leopardus geoffroyi — леопард Жофруа                                                               |
|  | |

|  | Leopardus guigna — кодкод            |
|  |                                      |
|  | Leopardus geoffroyi — леопард Жофруа |
|  |                                      |

|  | Leopardus colocolo — колоколо         |
|  |                                       |
|  | Leopardus jacobita — леопард андський |
|  |                                       |

|  | Leopardus tigrinus — онцила                                                                        |
|  | |
|  | \| \| Leopardus guigna — кодкод \| \| \| \| \| \| Leopardus geoffroyi — леопард Жофруа \| \| \| \| |
|  | |
|  | Leopardus guigna — кодкод                                                                          |
|  | |
|  | Leopardus geoffroyi — леопард Жофруа                                                               |
|  | |

|  | Leopardus guigna — кодкод            |
|  |                                      |
|  | Leopardus geoffroyi — леопард Жофруа |
|  |                                      |

|  | Leopardus pardalis — оцелот     |
|  |                                 |
|  | Leopardus wiedii — леопард Віда |
|  |                                 |

|  | Leopardus colocolo — колоколо         |
|  |                                       |
|  | Leopardus jacobita — леопард андський |
|  |                                       |

|  | Leopardus tigrinus — онцила                                                                        |
|  | |
|  | \| \| Leopardus guigna — кодкод \| \| \| \| \| \| Leopardus geoffroyi — леопард Жофруа \| \| \| \| |
|  | |
|  | Leopardus guigna — кодкод                                                                          |
|  | |
|  | Leopardus geoffroyi — леопард Жофруа                                                               |
|  | |

|  | Leopardus guigna — кодкод            |
|  |                                      |
|  | Leopardus geoffroyi — леопард Жофруа |
|  |                                      |

|  | Leopardus colocolo — колоколо         |
|  |                                       |
|  | Leopardus jacobita — леопард андський |
|  |                                       |

|  | Leopardus tigrinus — онцила                                                                        |
|  | |
|  | \| \| Leopardus guigna — кодкод \| \| \| \| \| \| Leopardus geoffroyi — леопард Жофруа \| \| \| \| |
|  | |
|  | Leopardus guigna — кодкод                                                                          |
|  | |
|  | Leopardus geoffroyi — леопард Жофруа                                                               |
|  | |

|  | Leopardus guigna — кодкод            |
|  |                                      |
|  | Leopardus geoffroyi — леопард Жофруа |
|  |                                      |

|  | Leopardus pardalis — оцелот     |
|  |                                 |
|  | Leopardus wiedii — леопард Віда |
|  |                                 |

|  | Leopardus colocolo — колоколо         |
|  |                                       |
|  | Leopardus jacobita — леопард андський |
|  |                                       |

|  | Leopardus tigrinus — онцила                                                                        |
|  | |
|  | \| \| Leopardus guigna — кодкод \| \| \| \| \| \| Leopardus geoffroyi — леопард Жофруа \| \| \| \| |
|  | |
|  | Leopardus guigna — кодкод                                                                          |
|  | |
|  | Leopardus geoffroyi — леопард Жофруа                                                               |
|  | |

|  | Leopardus guigna — кодкод            |
|  |                                      |
|  | Leopardus geoffroyi — леопард Жофруа |
|  |                                      |

|  | Leopardus colocolo — колоколо         |
|  |                                       |
|  | Leopardus jacobita — леопард андський |
|  |                                       |

|  | Leopardus tigrinus — онцила                                                                        |
|  | |
|  | \| \| Leopardus guigna — кодкод \| \| \| \| \| \| Leopardus geoffroyi — леопард Жофруа \| \| \| \| |
|  | |
|  | Leopardus guigna — кодкод                                                                          |
|  | |
|  | Leopardus geoffroyi — леопард Жофруа                                                               |
|  | |

|  | Leopardus guigna — кодкод            |
|  |                                      |
|  | Leopardus geoffroyi — леопард Жофруа |
|  |                                      |

|  | Leopardus jacobita — леопард андський                                                           |
|  |                                                                                                 |
|  | \| \| Leopardus pardalis — оцелот \| \| \| \| \| \| Leopardus wiedii — леопард Віда \| \| \| \| |
|  |                                                                                                 |
|  | Leopardus pardalis — оцелот                                                                     |
|  |                                                                                                 |
|  | Leopardus wiedii — леопард Віда                                                                 |
|  |                                                                                                 |

|  | Leopardus pardalis — оцелот     |
|  |                                 |
|  | Leopardus wiedii — леопард Віда |
|  |                                 |

|  | Leopardus guttulus — леопард малий                                                                 |
|  | |
|  | \| \| Leopardus guigna — кодкод \| \| \| \| \| \| Leopardus geoffroyi — леопард Жофруа \| \| \| \| |
|  | |
|  | Leopardus guigna — кодкод                                                                          |
|  | |
|  | Leopardus geoffroyi — леопард Жофруа                                                               |
|  | |

|  | Leopardus guigna — кодкод            |
|  |                                      |
|  | Leopardus geoffroyi — леопард Жофруа |
|  |                                      |

|  | Leopardus guttulus — леопард малий                                                                 |
|  | |
|  | \| \| Leopardus guigna — кодкод \| \| \| \| \| \| Leopardus geoffroyi — леопард Жофруа \| \| \| \| |
|  | |
|  | Leopardus guigna — кодкод                                                                          |
|  | |
|  | Leopardus geoffroyi — леопард Жофруа                                                               |
|  | |

|  | Leopardus guigna — кодкод            |
|  |                                      |
|  | Leopardus geoffroyi — леопард Жофруа |
|  |                                      |

|  | Leopardus guttulus — леопард малий                                                                 |
|  | |
|  | \| \| Leopardus guigna — кодкод \| \| \| \| \| \| Leopardus geoffroyi — леопард Жофруа \| \| \| \| |
|  | |
|  | Leopardus guigna — кодкод                                                                          |
|  | |
|  | Leopardus geoffroyi — леопард Жофруа                                                               |
|  | |

|  | Leopardus guigna — кодкод            |
|  |                                      |
|  | Leopardus geoffroyi — леопард Жофруа |
|  |                                      |

|  | Leopardus guttulus — леопард малий                                                                 |
|  | |
|  | \| \| Leopardus guigna — кодкод \| \| \| \| \| \| Leopardus geoffroyi — леопард Жофруа \| \| \| \| |
|  | |
|  | Leopardus guigna — кодкод                                                                          |
|  | |
|  | Leopardus geoffroyi — леопард Жофруа                                                               |
|  | |

|  | Leopardus guigna — кодкод            |
|  |                                      |
|  | Leopardus geoffroyi — леопард Жофруа |
|  |                                      |

|  | Leopardus jacobita — леопард андський                                                           |
|  |                                                                                                 |
|  | \| \| Leopardus pardalis — оцелот \| \| \| \| \| \| Leopardus wiedii — леопард Віда \| \| \| \| |
|  |                                                                                                 |
|  | Leopardus pardalis — оцелот                                                                     |
|  |                                                                                                 |
|  | Leopardus wiedii — леопард Віда                                                                 |
|  |                                                                                                 |

|  | Leopardus pardalis — оцелот     |
|  |                                 |
|  | Leopardus wiedii — леопард Віда |
|  |                                 |

|  | Leopardus guttulus — леопард малий                                                                 |
|  | |
|  | \| \| Leopardus guigna — кодкод \| \| \| \| \| \| Leopardus geoffroyi — леопард Жофруа \| \| \| \| |
|  | |
|  | Leopardus guigna — кодкод                                                                          |
|  | |
|  | Leopardus geoffroyi — леопард Жофруа                                                               |
|  | |

|  | Leopardus guigna — кодкод            |
|  |                                      |
|  | Leopardus geoffroyi — леопард Жофруа |
|  |                                      |

|  | Leopardus guttulus — леопард малий                                                                 |
|  | |
|  | \| \| Leopardus guigna — кодкод \| \| \| \| \| \| Leopardus geoffroyi — леопард Жофруа \| \| \| \| |
|  | |
|  | Leopardus guigna — кодкод                                                                          |
|  | |
|  | Leopardus geoffroyi — леопард Жофруа                                                               |
|  | |

|  | Leopardus guigna — кодкод            |
|  |                                      |
|  | Leopardus geoffroyi — леопард Жофруа |
|  |                                      |

|  | Leopardus guttulus — леопард малий                                                                 |
|  | |
|  | \| \| Leopardus guigna — кодкод \| \| \| \| \| \| Leopardus geoffroyi — леопард Жофруа \| \| \| \| |
|  | |
|  | Leopardus guigna — кодкод                                                                          |
|  | |
|  | Leopardus geoffroyi — леопард Жофруа                                                               |
|  | |

|  | Leopardus guigna — кодкод            |
|  |                                      |
|  | Leopardus geoffroyi — леопард Жофруа |
|  |                                      |

|  | Leopardus guttulus — леопард малий                                                                 |
|  | |
|  | \| \| Leopardus guigna — кодкод \| \| \| \| \| \| Leopardus geoffroyi — леопард Жофруа \| \| \| \| |
|  | |
|  | Leopardus guigna — кодкод                                                                          |
|  | |
|  | Leopardus geoffroyi — леопард Жофруа                                                               |
|  | |

|  | Leopardus guigna — кодкод            |
|  |                                      |
|  | Leopardus geoffroyi — леопард Жофруа |
|  |                                      |

## Зовнішність

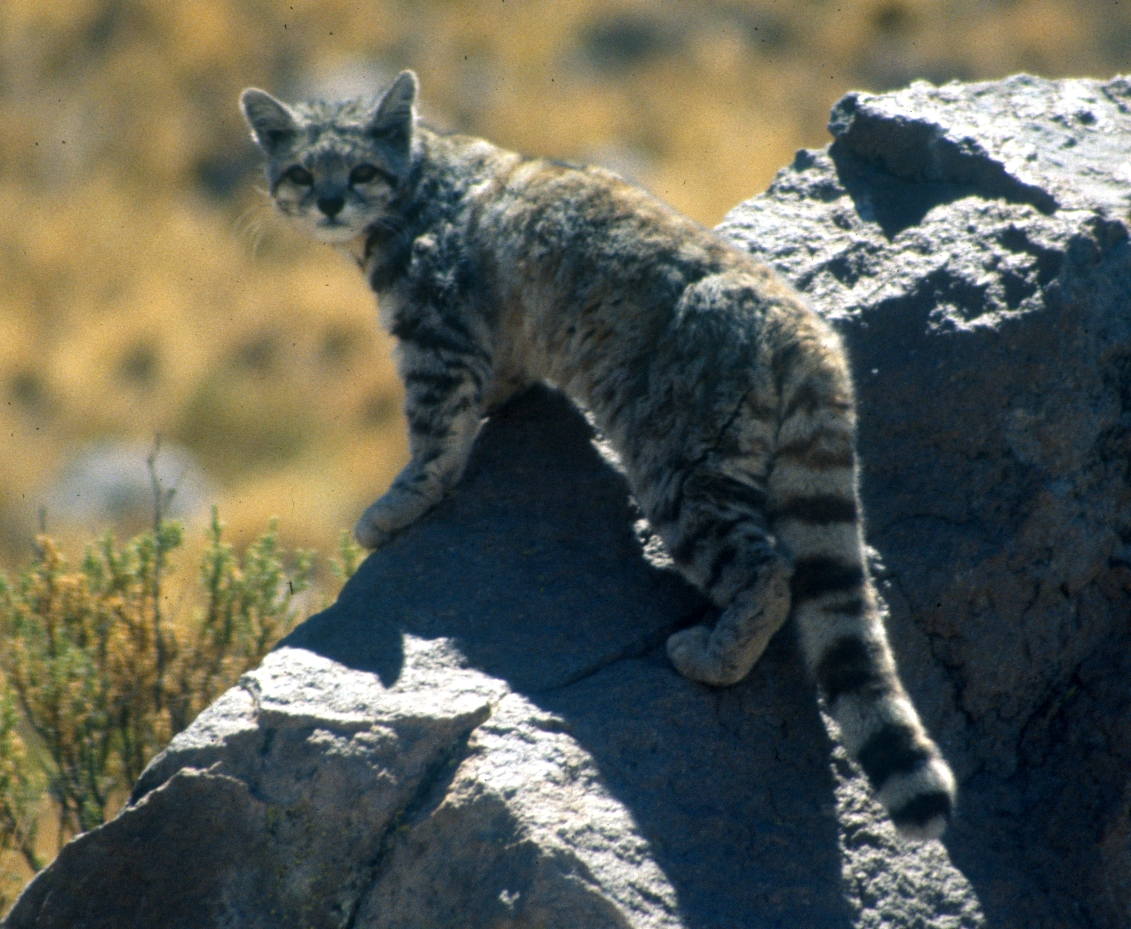
Леопард андський

Леопард андський зовні нагадує колоколо, який мешкає в тому ж регіоні. Відмінності обох видів досі є об'єктом наукових досліджень, у розпорядженні яких є лише лічені екземпляри з музеїв. Довжина цієї кішки становить близько 57–85 см, довжина хвоста — 41–48 см, висота у холці 36 см, вага коливається в межах від 4 до 7 кг.
Хутро дуже густе та м'яке, близько 40 мм на спині й 35 мм на рівномірно-пухнастому хвості. Хутро бліде, сріблясто-сіре, плямисте і смугасте з чорнуватим або коричневим маркуванням. Вібриси або білі, або чорні. Ніс та губи чорного кольору. Вуха округлені. Живіт білий, з темними плямами. Хвіст довгий і пухнастий із смужками близько семи темних кілець. На ногах дві чи три чорні смуги. Ступні вкриті хутром аж до подушечок. Відбитки лап кішки становлять 4 см у довжину та 3,5 см у ширину. Череп цієї гірської кішки свідчить про те, що передня камера вушної раковини дещо більша, ніж задня. Довжина черепа довша за пампаську та домашню кішку і становить 100,4–114,8 мм. Має гострий слух.

## Розповсюдження

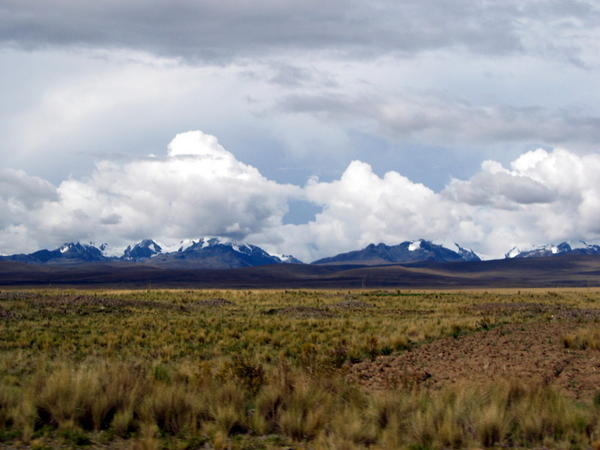
Кордильєра-Реаль в болівійських Андах

Андська кішка є найрідкіснішим видом котячих в Південній Америці. Найчастіше вона зустрічається в Андах, де її ареал розповсюдження тягнеться від південного Перу через південний захід Болівії до північного заходу Аргентини. Більшість зразків у музейних колекціях були отримані на висотах вище 3000 метрів, а в Перу один екземпляр був зібраний на висоті 5100 метрах у безплідному просторі скель із розсіяними скупченнями трав та дрібних чагарників. У 1943 році Осґуд зазначив, що ареал кішки приблизно збігається з чінчіловим, і дійсно, поки чінчіла не була майже винищена задля хутра, це, ймовірно, було правдою.
Одну андську кішку спостерігали на гірських Альтіплано, на висоті 4,250 метрів у Камбрес Калчаквес (англ. Cumbres Calchaquies), провінції Тукуман, Аргентина. Кіт був помічений на скелястому пагорбі на місцевості всіяній численними постійними і тимчасовими озерами. Клімат у цій області дуже холодний, з мінімальною щоденною температурою часто на рівні або нижче 0˚С. Посушливі й відкриті усім вітрам Альтіплано отримують небагато дощу, велика частина вологи випадає у вигляді снігу протягом літа. Рослинність складається з морозостійких трав, що сте́ляться килимком і квітнуть всього кілька хвилин, та дещо розкиданих чагарників.
Популяція андських кішок у Природній пам'ятці Салар-де-Суріре становить 5 осіб на площу 250 км². По дослідженням у провінції Жужуй, Аргентина було встановлено щільність у 7–12 осіб на 100 км² на висоті 4200 м. Андська кішка є другою кішкою у світі, яка не має жодного описаного підвиду.

## Живлення

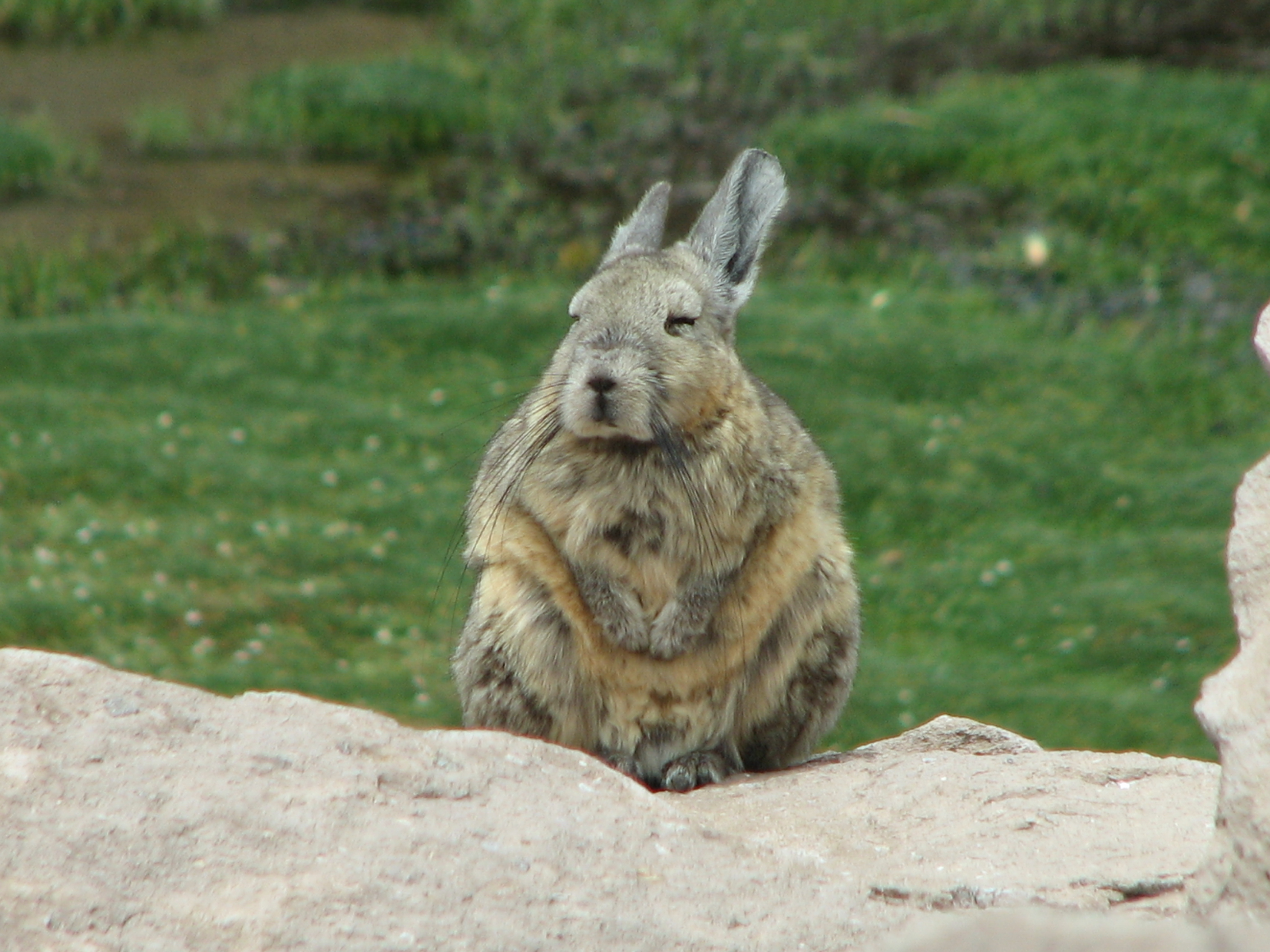
Віскача — основа раціону андської кішки

Про звички раціону андської кішки відомо небагато. Кішка їсть будь-яких малих ссавців, птахів, ящірок, яких може зловити. У Альтіплано є дивна різноманітність потенційних жертв, включаючи кроликів, гірських віскачів, волохатих броненосців (Chaetophractus), а також кількох видів гризунів. Різноманітні птахи, що гніздуються на землі, такі як бекаси, земляні підкоришники (Upucerthia), і кілька видів качок, гусей і болотних птахів також часті на Альтіплано.
Вченим, яким пощастило побачити невловиму гірську кішку в Аргентині, вдалося простежити за нею на близькій відстані (20–30 метрів) протягом двох годин. За цей час кішка спустилася до озера, щоб попити. Зграя качок на озері слідкувала за її рухами. Пізніше сіра лисиця, що проходила мимо, побачила кішку і, наїжачившись, відразу ж утекла, дивлячись через плече на кішку. Очевидно, лисиця вважає кішку потенційним хижаком, хоча вона не виявляла інтересу до переслідування. У подальшому кілька разів вдавалося спостерігати як андська кішка вбивала гірську віскачу.

## Поведінка

### Стосунки із іншими хижаками
В межах Анд мешкає шість хижаків. Три з них є котячими: андська кішка, пампаська кішка та пума. Пума є найбільшим хижаком, пампаська та андська кішки є хижаками середніх розмірів. Двоє цих кішок мають дуже подібну екологію. Вони полюють на однаковій території і на однакову здобич (наприклад, на віскачу південну). Віскача становить 93,9% спожитої біомаси андської кішки, тоді як в раціон пампаської кішки вона займає 74,8%.

### Розмноження
За словами місцевих жителів, спарювання припадає на липень — серпень. Були випадки, коли кошенят бачили в квітні і в жовтні, що змусило зоологів припустити, що другий сезон спарювання припадає на листопад, і можливо на грудень. Зазвичай народжується від одного до двох кошенят.

## Дослідження
До 1998 року єдиним доказом існування цього виду були дві фотографії. В цьому ж році почалися розшуки кішки групою, яку очолював Джим Сандерсон. Він відмітив та сфотографував одну особину в 1998 в Чилі біля північного кордону із Перу. В 2004 році Сандерсон приєднався до болівійської дослідницької групи і допоміг почепити радіо-нашийник на андську кішку в Болівії. У квітні 2005 цю кішку було знайдено мертвою, можливо після того як вона потрапила до пастки браконьєрів.
У межах 2001–2006 Ліліан Віллалба із Союзу андської кішки проводила велику дослідницьку програму, в яку входили радіо-телеметричні дослідження.
Федерація збереження котячих (англ. Feline Conservation Federation) докладає зусиль, аби проводити заходи по зберіганню цього виду.

## Статус захисту
У 2002 році вид перевели із статусу уразливого до під загрозою вимирання у Червоному списку Міжнародного союзу охорони природи. Оскільки ареал проживання кішки поширений по чотирьом країнам, біологи провели заходити співпраці задля збереження виду. Одним із результатів цих робіт став Комітет збереження андської кішки, який тепер називається Союзом андської кішки. 
Популяції кішки ізольовані одна від одної, оскільки їхні гірські районі проживання розділені глибокими, населеними людьми долинами, що виступають як бар'єри для високогірних видів. Незважаючи на рідкісність, на андську гірську кішку як і раніше незаконно полюють заради її красивого хутра.
Андські кішки вказані у Вашингтонській конвенції по захисту видів. Конвенція забороняє будь-яку торгівлю виробами, виготовлених із хутра андських кішок. Заборона стосується і продажу вже використаних виробів.